# Bóng rổ tại Đại hội Thể thao Đông Nam Á 2019
Bóng rổ sẽ là một trong những môn thể thao được tranh tài tại Đại hội Thể thao Đông Nam Á 2019 ở Philippines.
Giải đấu bóng rổ trong đại hội sẽ có bốn nội dung: bóng rổ 5x5 truyền thống và bóng rổ 3x3, dành cho cả nam và nữ.
Trong 5x5, Philippines là đương kim vô địch 12 lần ở nam và Malaysia là đương kim vô địch 2 lần ở nữ. Bóng rổ 3x3 sẽ được tranh tài lần đầu tiên dành cho cả hai giới tính.

## Lịch thi đấu
Bóng rổ 3x3 sẽ được tổ chức từ ngày 1 đến ngày 2 tháng 12 năm 2019 trong khi nội dung bóng rổ 5x5 thông thường sẽ được tổ chức từ ngày 4 đến ngày 10 tháng 12 năm 2019.

## Các nước tham gia
- Campuchia
- Indonesia
- Malaysia
- Myanmar
- Philippines
- Singapore
- Thái Lan
- Việt Nam

## Địa điểm
Cuộc thi bóng rổ 5x5 thông thường sẽ được tổ chức tại Mall of Asia Arena ở Pasay trong khi cuộc thi bóng rổ 3x3 sẽ được tổ chức tại Trung tâm Filoil Flying V ở San Juan.
Cuneta Astrodome trước đây cũng được coi là địa điểm tiềm năng cho bóng rổ 5x5 trong khi Trung tâm hoạt động SM Mall of Asia được coi là nơi tổ chức cuộc thi bóng rổ 3x3.

## Tóm tắt huy chương

### Bảng huy chương
| Hạng               | Đoàn               | Vàng | Bạc | Đồng | Tổng số |
| ------------------ | ------------------ | ---- | --- | ---- | ------- |
| 1                  | Philippines (PHI)  | 4    | 0   | 0    | 4       |
| 2                  | Thái Lan (THA)     | 0    | 3   | 0    | 3       |
| 3                  | Indonesia (INA)    | 0    | 1   | 1    | 2       |
| 4                  | Việt Nam (VIE)     | 0    | 0   | 2    | 2       |
| 5                  | Malaysia (MAS)     | 0    | 0   | 1    | 1       |
| Tổng số (5 đơn vị) | Tổng số (5 đơn vị) | 4    | 4   | 4    | 12      |

### Danh sách huy chương
| Nội dung         | Vàng | Bạc | Đồng |
| ---------------- | --- | --- | --- |
| Giải đấu nam     | Philippines (PHI) · Japeth Paul Aguilar · June Mar Fajardo · Marcio Lassiter · Vic Manuel · Stanley Pringle · Kiefer Isaac Ravena · Jeth Troy Rosario · Christopher Ross · Gregory William Slaughter · Christian Karl Standhardinger · Lewis Alfred Tenorio · Matthew Andrew Wright | Thái Lan (THA) · Chitchai Ananti · Darongpan Apiromvilaichai · Teerawat Chanthacon · Chatpol Chungyampin · Nakorn Jaisanuk · Chanatip Jakrawan · Patiphan Klahan · Tyler Lamb · Anucha Langsui · Attapong Leelapipatkul · Nattakarn Muangboon · Wattana Suttisin      | Việt Nam (VIE) · Đặng Quý Kiệt · Đinh Thanh Sang · Đinh Thanh Tâm · Dư Minh An · Hoàng Thế Hiển · Lê Hiếu Thành · Nguyễn Phúc Tâm · Nguyễn Huỳnh Phú Vinh · Nguyễn Tuấn Tú · Trần Đăng Khoa · Kim Ban Vo · Dương Vĩnh Luân                                                   |
| Giải đấu nữ      | Philippines (PHI) · Jack Danielle Animam · Afril Bernardino · France Mae Cabinbin · Ana Alicia Katrina Castillo · Clare Castro · Eunique Chan · Kelly Casey Hayes · Danica Therese Jose · Ria Joy Nabalan · Janine Pontejos · Nathalia Prado · Marrize Andrea Tongco                | Thái Lan (THA) · Tiffany Christine Bias · Nutchavarin Buapa · Atchara Kaichaiyapoom · Supira Klunbut · Supavadee Kunchuan · Thidaporn Maihom · Kloyjai Phetsaenkha · Suree Phromrat · Wantanee Sangmanee · Pimchosita Supyen · Rattiyakorn Udomsuk · Penphan Yothanan | Indonesia (INA) · Yuni Anggraeni · Clarita Antonio · Wulan Ayuningrum · Kadek Pratita Citta Dewi · Lea Elvensia Kahol · Husna Aulia Latifah · Dora Lovita · Agustin Elya Gradita Retong · Gabriel Sophia · Henny Sutjiono · Annisa Widyarni · Adelaide Callista Wongsohardjo |
| Giải đấu 3x3 nam | Philippines (PHI) · Christopher Elijah Newsome · Christian Jaymar Perez · Jason Andre Perkins · Moala Tautuaa, Jr. | Indonesia (INA) · Muhammad Sandy Ibrahim Aziz · Rivaldo Tandra Pangesthio · Oki Wira Sanjaya · Surliyadin | Việt Nam (VIE) · Đinh Thanh Tâm · Dương Vĩnh Luân · Đặng Quý Kiệt · Trần Đăng Khoa |
| Giải đấu 3x3 nữ  | Philippines (PHI) · Jack Danielle Animam · Afril Bernardino · Clare Castro · Janine Pontejos | Thái Lan (THA) · Naruemol Banmoo · Warunee Kitraksa · Kanokwan Prajuapsook · Amphawa Thuamon | Malaysia (MAS) · Hui Pin Pang · Chia Qian Tai · Eugene Ting Chiau Teng · Fook Yee Yap |

## Quan ngại và tranh cãi
- Trung tâm Filoil Flying V ban đầu đã được công bố là địa điểm cho bóng rổ 5x5 sau khi Ban tổ chức thất bại trong việc bảo đảm Mall of Asia Arena hoặc một địa điểm lớn hơn tương tự vì đặt sự kiện trước.[4][8]